# Мурдханья накар

Накар (णकार), тина дхарке на (तिन धर्के ण) — ण, буква алфавитно-слогового письма деванагари, обозначает ретрофлексный носовой согласный /ṇ/. Акшара-санкхья — 5 (пять). Относится к группе из 24 согласных, имеющих правую вертикальную черту и теряющих её при объединении в кластер ण + ढ = ण्ढ /ṇḍha/, ण + ह = ण्ह /ṇha/ и т. п. В сочетании с вирамой ण + ◌् = ण् . Символ юникода U+0923.

Накар ранджана

## Нумерация Арьябхата
- на (ण) — 15
- ни (णि) — 1500
- ну (णु) — 150 000